# Біняшевський Ераст Володимирович
Ераст Володимирович Біняшевський (1928–1996) –  лікар, шістдесятник, мистецтвознавець, колекціонер та дослідник творів народного мистецтва. В Українських Карпатах збирав колекцію писанок, зроблених на повному яйці, та відмальовував зібрані зразки. Зроблені ним на листах ватману підготовчі малюнки писанок нині зберігаються в бібліотеці Національного музею українського народного декоративного мистецтва. 

## Публікації
- Українські писанки. Альбом українською, російською, англійською, французькою, німецькою, іспанською мовами. Вступна стаття, акварелі та упорядкування Ераста Біняшевського. — Київ: «Мистецтво», 1968. — 92 с.